# Newport (Mayo)
Newport (irisch Baile Uí Fhiacháin) ist eine Stadt in Irland. Sie liegt im Westen des Countys Mayo in der Provinz Connacht, nördlich von Westport an der Mündung des Black Oak River in die Clew Bay. In der Stadt leben 815 Einwohner (Stand 2022).

## Verkehr
Newport liegt an der Nationalstraße N59 (Galway–Westport–Ballina-(Sligo)) und etwa 15 km westlich von Castlebar.

## Sehenswürdigkeiten
- Alte Brücke über den Fluss (Seven Arches Bridge), von 1894 bis 1937 als Eisenbahnbrücke in Betrieb[2]
- Die katholische Kirche St. Patrick wurde nach Entwürfen des Architekten Rudolf Maximilian Butler in der Zeit von 1914 bis 1918 errichtet und am 8. September 1918 durch den Erzbischof Thomas P. Gilmartin konsekriert. Der Baustil greift Elemente der irischen Romanik auf, insbesondere erinnert das Westportal an das von Clonfert.[3][4][5] Sie gilt als Butlers bedeutendstes Werk[6] und beherbergt eines der letzten Werke Harry Clarkes, das dreiteilige Bleiglasfenster auf der Ostseite mit einer Darstellung des jüngsten Gerichts, wovon Clarke durch seine Krankheit bedingt nur den rechten Teil selbst vollenden konnte.[7]
- Kloster Burrishoole, ehemaliges Kloster der Dominikaner (Ruine) in der Nähe
- Rockfleet Castle, Tower House, in der Nähe

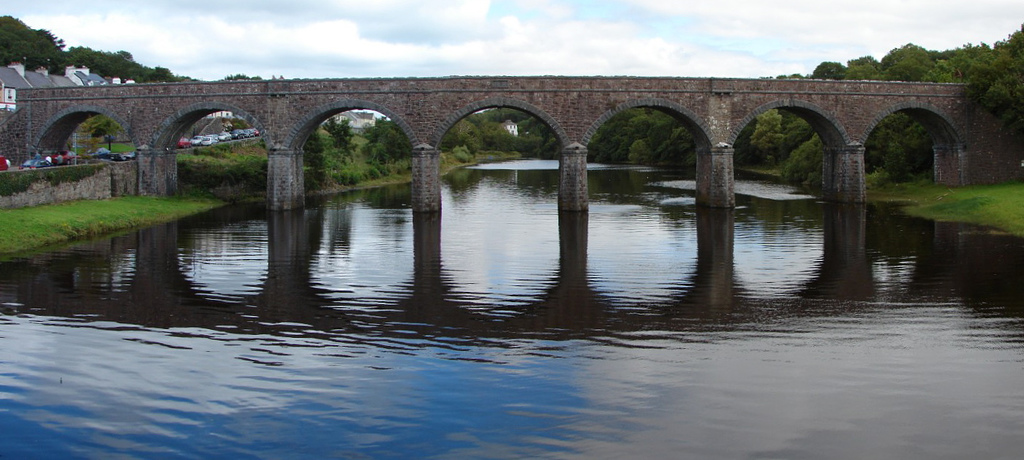
Seven Arches Bridge
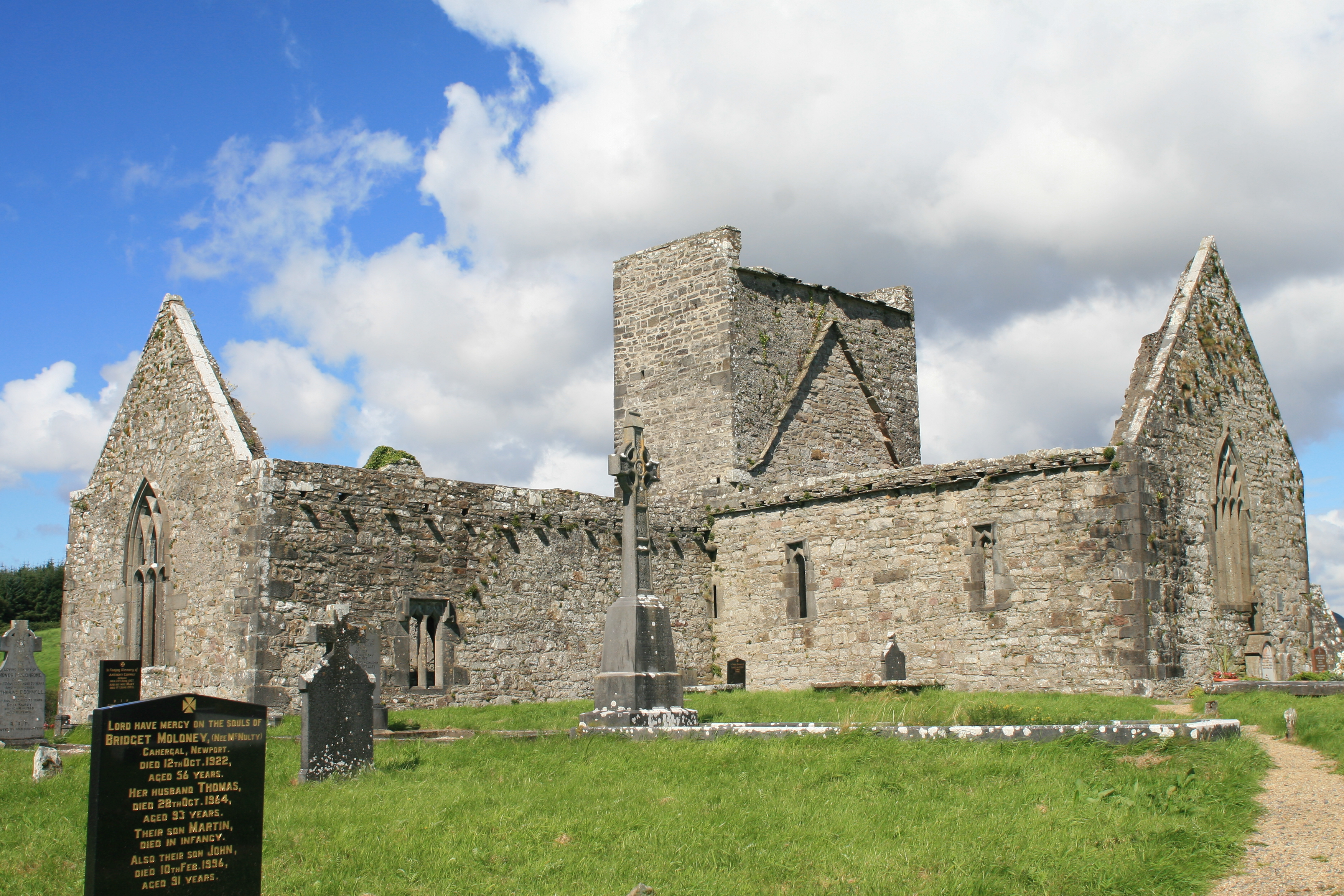
Kloster Burrishoole
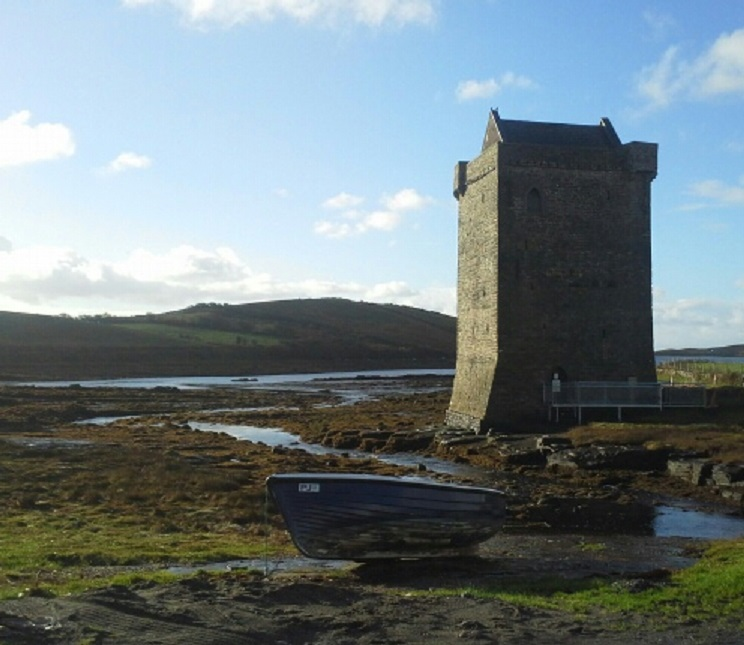
Rockfleet Castle